# Olomouc
Olomouc ([ˈɔlɔmoʊ̯ts]; Duits: Olmütz en Hanna: Olomóc en Holomóc) is een Moravische statutaire stad in Tsjechië, gelegen aan de rivier de Morava, ongeveer 75 km ten noordoosten van Brno en 200 km (hemelsbreed) ten oosten van Praag. Olomouc was de hoofdstad van Moravië, totdat Brno in 1640 die positie overnam. De stad is hoofdstad van de bestuurlijke regio Olomouc. Olomouc heeft een oude universiteit, de Palacký-Universiteit, met een van de grootste vakgroepen Neerlandistiek in Centraal- en Oost-Europa. Het is de zetel van een aartsbisschop.

## Naam
De oorsprong van de naam Olomouc is etymologisch onduidelijk.
Soms wordt de naam opgedeeld in Olo-mouc, waarbij de betekenis het tweede deel zou kunnen samenhangen met het Oudtsjechische werkwoord mútit, rumoerig zijn of lawaai maken. In namen van personen en plaatsen komen afgeleide vormen van dit werkwoord voor zoals bijvoorbeeld: Mutimír, Moutnice of Mutná. Het eerste deel zou kunnen zijn afgeleid van het hypothetische Protoslavische woord *ol, bier (gerelateerd aan het Engelse woord ale).
Een alternatieve theorie over de herkomst van de naam is dat deze is afgeleid van de hypothetische naam Olomút met het bezittelijke achtervoegsel -јь dat langzaam tot een -c verbasterd zou zijn. De naam zou dorp (in eigendom) van Olomút betekenen en is analoog aan die van, bijvoorbeeld, Bolelouc. De naam Olomút is niet bewezen en is in Slavische talen vreemd. Verklaringen die hiervoor worden gegeven zijn dat de naam van West-Europese (Alamud, Aulomot) of Latijnse (Juliomontium) afkomst is; geen van allen is echter algemeen aanvaard.
Een andere verklaring voor de naam is dat deze kale berg zou betekenen, afgeleid van de Oudtsjechische woorden holy (kaal) en mauc (berg).
In de spreektaal komt ook de namen Olmík en Olm voor. Voor zover bekend komen deze vormen pas voor sinds de 20e eeuw.
Olomouc heeft als bijnamen Metropole Hané en hanácký Oxford. Beide zijn verwijzingen naar de ligging van de stad in de streek Hanna. In vergelijking tot de op een na grootste stad in de streek, Přerov, is Olomouc ongeveer twee keer zo groot, wat de bijnaam metropool verklaart. De bijnaam Oxford is een verwijzing naar de haar status als universiteitsstad. De bijnaam Moravisch Salzburg is een verwijzing naar het belang dat Olomouc droeg in Moravië als centrum van het katholicisme.

## Geografie

### Ligging
| Aangrenzende gemeenten            | Aangrenzende gemeenten                          | Aangrenzende gemeenten                      | Aangrenzende gemeenten | Aangrenzende gemeenten          |
| --------------------------------- | ----------------------------------------------- | ------------------------------------------- | ---------------------- | ------------------------------- |
| Příkazy, Skrbeň, Křelov-Břuchotín |                                                 | Horka nad Moravou, Bohuňovice, Hlušovice    |                        | Samotišky, Tovéř, Hlubočky      |
|                                   |                                                 |                                             |                        |                                 |
| Drahanovice, Těšetice, Ústín      | Velká Bystřice, Přáslavice, Doloplazy, Daskabát |                                             |                        |                                 |
|                                   |                                                 |                                             |                        |                                 |
| Olšany, Lutín, Hněvotín           |                                                 | Bystročice, Kožušany-Tážaly, Grygov, Blatec |                        | Velký Týnec, Krčmaň, Svésedlice |

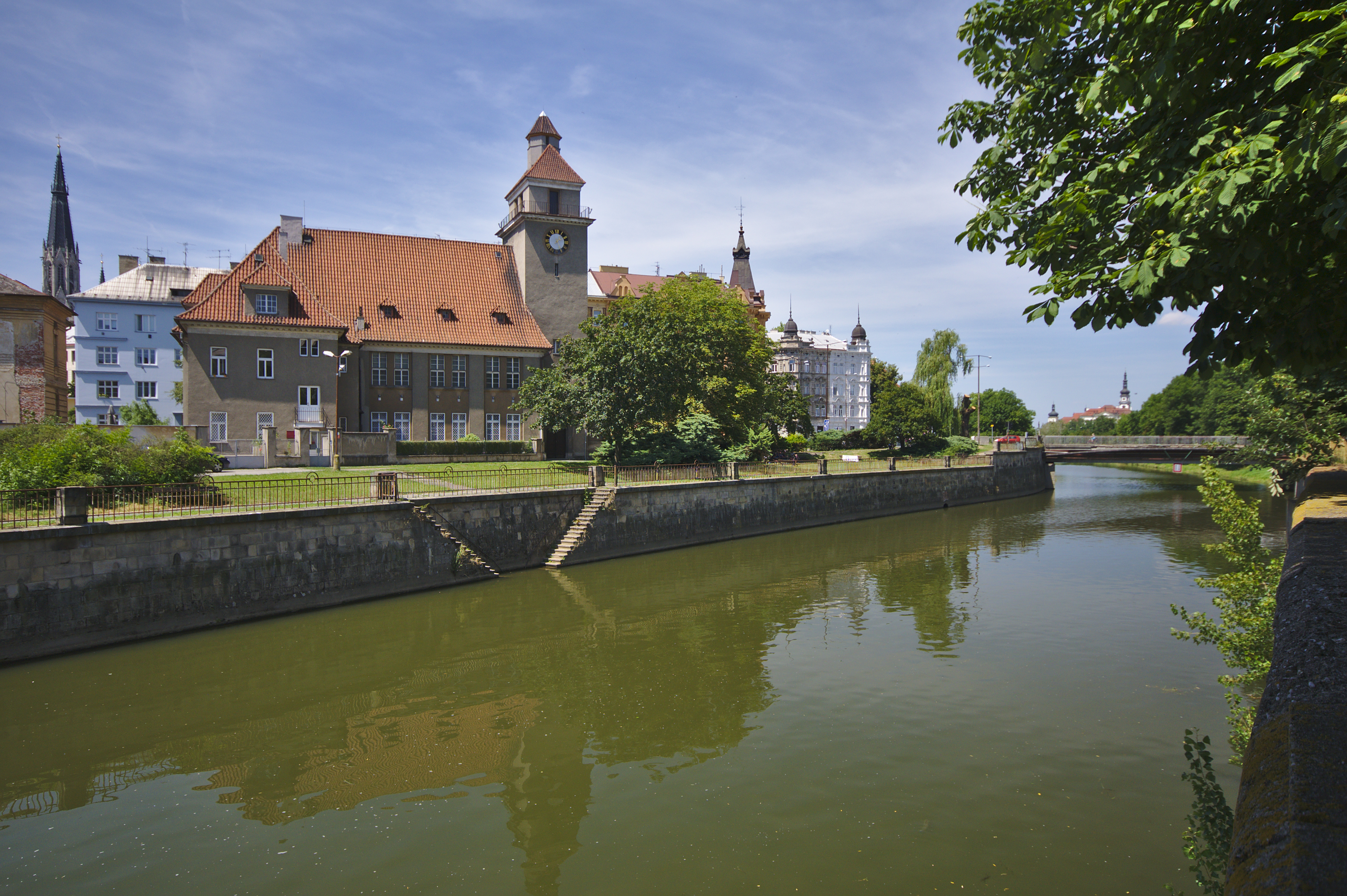
De rivier Morava in Olomouc

Olomouc ligt centraal in het oostelijk deel Tsjechië, in de historische regio Moravië. De oostelijke grens ligt op ongeveer 110 kilometer afstand van de stad, de zuidelijke en noordelijke beide op circa 80 kilometer. De westelijke grens tussen Bohemen en Moravië ligt op 60 kilometer van Olomouc.
Olomouc ligt in de vlakte rond de rivier de Morava, hemelsbreed 110 kilometer voordat deze rivier samenkomt met de rivier Thaya (niet veel later mondt de Morava uit in de Donau). In de stad monden de Bystřice, de Mlýnský potok en de Trušovický potok uit in de Morava. Tussen Mohelnice en Olomouc bevindt zich het Chráněná krajinná oblast Litovelské Pomoraví, een beschermd natuurgebied langs de Morava.
Het hoogteverschil in de stad is groot: in het zuiden ligt de stad op 208 meter boven de zeespiegel, terwijl dat in het noordoosten al 420 meter is.

### Stadsindeling
De gemeente Olomouc bestaat uit 26 stadsdelen, die tegelijkertijd ook kadastrale gemeenten zijn. De stadsdelen komen grotendeels overeen met de oorspronkelijke historische gemeenten, maar in sommige gevallen wijken de grenzen hier soms van af. Sommige stadsdelen zijn verder opgedeeld in Basis-residentie-eenheden (Základní sídelní jednotky). De gemeenten Křelov-Břuchotín (van 1975 tot 1994), Bystrovany (1975-1993) en Samotišky (1974-1994) zijn onderdeel geweest van de gemeente Olomouc.
| Naam van het stadsdeel | Naam van de kadastrale gemeente | Aantal inwoners (in het jaar 2001) | Bij Olomouc sinds | Basis-residentie-eenheden |
| ---------------------- | ------------------------------- | ---------------------------------- | ----------------- | --- |
| Bělidla                | Bělidla                         | 763                                | 1919              | Bělidla I, Bělidla II |
| Černovír               | Černovír                        | 804                                | 1919              | Černovír |
| Droždín                | Droždín                         | 992                                | 1974              | Droždín |
| Hejčín                 | Hejčín                          | 2003                               | 1919              | Hejčín, Ovesniska, Sobieského, Trávníky |
| Hodolany               | Hodolany                        | 8838                               | 1919              | Hlavní nádraží, Hodolany, Hodolany-průmyslový obvod, Holická, Kosmonautů, Průmyslová zóna Hodolany, Přichystalova, Tovární                                                    |
| Holice                 | Holice u Olomouce               | 3911                               | 1974              | Holice, Městský dvůr, Nový Dvůr, Na dílech, Týnečká, U solných mlýnů |
| Chomoutov              | Chomoutov                       | 933                                | 1974              | Chomoutov |
| Chválkovice            | Chválkovice                     | 2266                               | 1919              | Bystrovanská, Chválkovice, Chválkovice-jih, Ondřejova, Průmyslová zóna Železniční, U Chválkovic                                                                               |
| Klášterní Hradisko     | Klášterní Hradisko              | 2122                               | 1919              | Černá cesta, Klášterní Hradisko, Na Vlčinci |
| Lazce                  | Lazce                           | 6899                               | 1919              | Lazce |
| Lošov                  | Lošov                           | 572                                | 1980              | Lošov |
| Nedvězí u Olomouce     | Nedvězí u Olomouce              | 374                                | 1975              | Nedvězí |
| Nemilany               | Nemilany                        | 884                                | 1975              | Dolní Novosadská, Nemilany |
| Neředín                | Neředín                         | 9747                               | 1919              | Karafiátova, Neředín, Neředín-u pevnůstky, Norská, Stiborova |
| Nová Ulice             | Nová Ulice                      | 19391                              | 1919              | Balcárkova, Fakultní nemocnice, Na konečné, Na vozovce, Pionýrská, Pod lipami, Stadiony, Stupkova, Šibeník, Štítného, Tabulový Vrch, Terorovo náměstí, Vilapark Tabulový Vrch |
| Nové Sady              | Nové Sady u Olomouce            | 14472                              | 1919              | Českobratrská, Družební, Nové Sady-jih, Nové Sady-sever, Novosadská, U rybářských stavů                                                                                       |
| Nový Svět              | Nový Svět u Olomouce            | 987                                | 1919              | Nový Svět |
| Olomouc-město          | Olomouc-město                   | 13137                              | n.v.t.            | 17. listopadu, Husova, Kpt. Nálepky, Olomouc-historické jádro, Sady Flora, Šantova, Varšavské náměstí                                                                         |
| Pavlovičky             | Pavlovičky                      | 436                                | 1919              | Pavlovičky |
| Povel                  | Povel                           | 8917                               | 1919              | Heyrovského, Jihoslovánská, Povel-jih, Schweitzerova, U rybníka |
| Radíkov                | Radíkov u Olomouce              | 252                                | 1974              | Radíkov |
| Řepčín                 | Řepčín                          | 691                                | 1919              | Kropáčov, Na ohradě, Pod koupalištěm, Pražská-východ, Pražská-západ, Řepčín                                                                                                   |
| Slavonín               | Slavonín                        | 1643                               | 1974              | Horní lán, Na statkách, Slavonín, U hvězdárny |
| Svatý Kopeček          | Svatý Kopeček                   | 794                                | 1974              | Svatý Kopeček |
| Topolany               | Topolany u Olomouce             | 317                                | 1975              | Topolany |
| Týneček                | Týneček                         | 462                                | 1974              | Týneček |

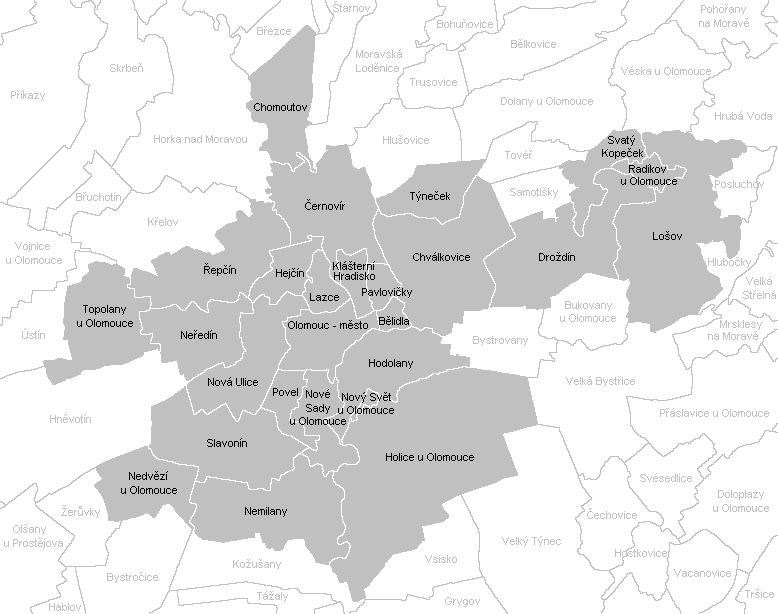
Kadastrale gemeenten in Olomouc

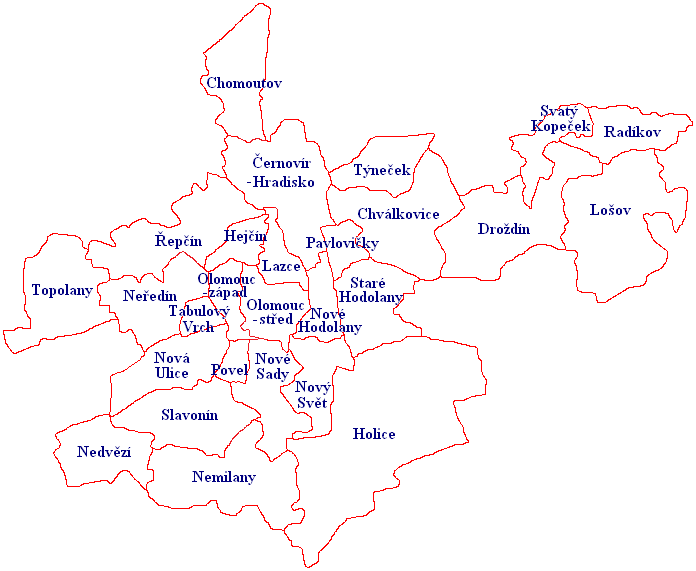
Comissiegebieden van Olomouc

Sinds 2007 is Olomouc ingedeeld in 27 commisiegebieden (komise městských části). Deze comissiegebieden komen gedeeltelijk overeen met de kadastrale gemeenten en zijn bedoeld om oplossingen te formuleren voor problemen in de desbetreffende comissiegebieden.
| Naam comissiegebied           | Naam van de kadastrale gemeente                     |
| ----------------------------- | --------------------------------------------------- |
| Černovír a Klášterní Hradisko | Černovír, Klášterní Hradisko en Pavlovičky          |
| Chomoutov                     | Chomoutov                                           |
| Chválkovice                   | Chválkovice                                         |
| Droždín                       | Droždín                                             |
| Hejčín                        | Hejčín                                              |
| Holice                        | Holice u Olomouce                                   |
| Lazce                         | Lazce en Olomouc-město                              |
| Lošov                         | Lošov                                               |
| Nedvězí                       | Nedvězí u Olomouce                                  |
| Nemilany                      | Nemilany en Slavonín                                |
| Neředín                       | Neředín                                             |
| Nová Ulice                    | Nová Ulice en Slavonín                              |
| Nové Hodolany                 | Hodolany, Klášterní Hradisko en Olomouc             |
| Nové Sady                     | Nové Sady u Olomouce en Povel                       |
| Nový Svět                     | Hodolany, Holice u Olomouce en Nový Svět u Olomouce |
| Olomouc-střed                 | Nová Ulice en Olomouc-město                         |
| Olomouc-západ                 | Nová Ulice en Olomouc-město                         |
| Pavlovičky                    | Chválkovice en Pavlovičky                           |
| Povel                         | Povel                                               |
| Radíkov                       | Lošov en Radíkov u Olomouce                         |
| Řepčín                        | Černovír en Řepčín                                  |
| Slavonín                      | Slavonín                                            |
| Staré Hodolany a Bělidla      | Belidla, Chválkovice en Hodolany                    |
| Svatý Kopeček                 | Svatý Kopeček                                       |
| Tabulový Vrch                 | Neředín en Nová Ulice                               |
| Topolany                      | Topolany u Olomouce                                 |
| Týneček                       | Týneček                                             |

### Klimaat
De gemiddelde temperatuur in Olomouc ligt in januari tussen −4 en −2 °C. In juli is dat tussen 15 en 19 °C. Jaarlijks valt er tussen 600 en 1100 mm neerslag. Mede door zware regenval en smeltende sneeuw vanuit de bergen kreeg een groot deel van Olomouc begin april 2006 te maken met overstromingen.

## Bevolking
Op 31 december 2003 telde de stad 101.268 inwoners, van wie 47.806 mannen en 53.462 vrouwen. Twee derde van de bevolking is tussen de 15 en 59 jaar oud. Zo'n 10% is student.
In 2002 was 10,8% van de bevolking van de stad werkloos. In 1996 was dat nog maar 4,8%. Eind jaren negentig is dat percentage gestegen tot 11,6%. In 2002 lag het gemiddelde inkomen in de regio Olomouc rond de 15.000 kronen (ongeveer € 480) per maand. Dat is iets lager dan het gemiddelde maandinkomen in Tsjechië op dat moment, dat toen rond de 17.000 kronen (ongeveer € 550) lag.

## Geschiedenis

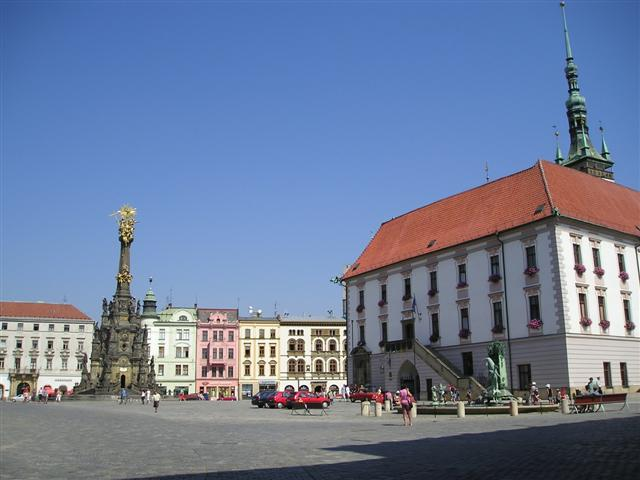
Olomouc, centrum

Volgens een legende is Olomouc gebouwd op de plek waar in de Romeinse keizertijd een fort werd gebouwd, Iuliomontium (Mons Julii of berg van Julius) geheten naar Julius Caesar, en later verbasterd tot Olomouc. Tijdens archeologische opgravingen zijn rond Olomouc resten gevonden van een Romeins kamp ten tijde van de oorlog tegen de Germaanse stam die Bohemen en Moravië bewoonde, de Marcomannen, in de tweede helft van de 2e eeuw.
In de Middeleeuwen kreeg de stad de in die tijd gebruikelijke Latijnse titel SPQO. Deze vier letters staan voor Senatus Populusque Olomouci, "Senaat en Volk van Olomouc". Dit is afgeleid van het Romeinse motto SPQR. De letters SPQO staan ook op de vlag van de stad en de vlag van de regio Olomouc.
Vanaf de 7de eeuw vestigden zich Slavische stammen in dit gebied. In 9de eeuw bestond ter plaatse een handelsnederzetting. Als stadsvestiging werd ze in 1017 aangeduid met de titel van koninklijke stad, als een bezit van de Boheemse koningen, die Moravië hadden ingelijfd bij hun rijk. In 1078 werd het Hradiskoklooster gesticht.
Vestiging van handelaren en handwerkers uit Midden-Duitsland en vooral Silezië maakte het mogelijk dat de stad in 1239 autonome bestuursinstellingen kreeg onder Duits (Maagdenburger) stadsrecht. Deze, nu Olmütz genoemde, stad werd hoofdstad van het markgraafschap Moravië en zetel van het Moravische bisdom.
Tijdens de Hussietenrevolutie in de vroege 15de eeuw koos de stad positie tegenover Praag en de religieuze Tsjechische revolutionairen, Ze bleef trouw aan Rome en werd sinds 1566 een centrum van de contrareformatie met een Jezuïetenopleiding, die later een universiteit zou worden (de voorloper van de Palacký-Universiteit Olomouc die tegenwoordig onderwijs aan zo'n 17.500 studenten biedt).
Tijdens de Dertigjarige Oorlog werd de stad als steun van de Habsburgse macht herhaaldelijk belegerd en was ze tussen 1642 en 1650 door Zweedse troepen bezet, die haar deels verwoestten en grotendeels ontvolkten. Ze moest haar bestuurlijke functie aan Brünn afstaan, maar bleef wel kerkelijk centrum. De stadsbevolking zou daarna weer toenemen tot 30.000 inwoners, en dat zou het hoogste inwoneraantal blijven tot na de Tweede Wereldoorlog. Olmütz was daarmee in grootte de derde stad (na Praag en Breslau (na 1945 Wroclaw)) in de gebieden onder de Boheems-Habsburgse kroon.
In de 17de en 18de eeuw versterkten het Habsburgse bestuur en de Contrareformatie het Duits-culturele karakter van de stad. Omdat Olmütz strategisch was gelegen tussen Oostenrijk en het sinds 1721 Pruisische Silezië werden rondom de stad vestingwerken aangelegd. In 1758 trachten de Pruisen tijdens het Beleg van Olomouc de stad in te nemen, maar faalden door de weerstand van de burgers en sterkte van de vestingwerken. Daarom ook zocht het Weense keizerlijke hof in 1848 hier, in het bisschoppelijk paleis, een schuilplaats voor de toen uitgebroken revolutie.
In 1841 werd de stad aangesloten op het spoorwegnet, en dat was het begin van een bescheiden industrialisatie.
Het dominant Duits-culturele karakter weerspiegelde zich in de volkstelling van 1910, die 70% Duitstaligen aangaf waarvan een op de tien Joods was. Zij hadden zich rond het midden van de 19de eeuw weer in de stad mogen vestigen, nadat hun gemeenschap in 1454 was uitgewezen. Hun nieuwe synagoge werd na de Duitse bezetting in 1939 in brand gestoken en de 1.600 Joden werden naar concentratiekampen afgevoerd, waaruit 285 terugkeerden.
De oprichting van het nieuwe Tsjecho-Slowakije had tot gevolg dat de Tsjechen in 1921 in Olomouc al een kleine meerderheid vormden die daarna snel zou toenemen. De meeste Joden kozen ervoor om Tsjech te worden. De Duitse bezetters achtten in 1939 de stad te Tsjechisch om bij de annexatie van het Sudetenland, zoals bepaald in het Verdrag van München, daarin opgenomen te worden. De stad werd bij het protectoraat Bohemen en Moravië gevoegd. Na de bevrijding in 1945 werd de Duitstalige minderheid op grond van de Beneš-decreten onteigend en van haar staatsburgerschap ontheven. Zij werd vervolgens verdreven (zie Verdrijving van Duitsers na de Tweede Wereldoorlog).
Olomouc is door herhaaldelijke gemeentelijke fusies met gemeenten in de omgeving uitgegroeid van bijna 24.000 in 1919 tot ruim 100.000 inwoners in 1980. Sindsdien stagneert de bevolkingsaanwas. Tijdens de overstromingen in Centraal-Europa in 1997 werd Olomouc zwaar getroffen.

## In Olmütz/Olomouc geboren
- Georg Honauer (1572–1597), alchemist, beloofde de hertog van Württemberg goud te maken en werd ter dood gebracht toen hij in gebreke bleef.
- Carl Aigen (1685–1762), schilder en academiehoogleraar in Wenen
- Anton Schrötter von Kristelli (1802–1879), chemicus en mineraloog aan verschillende Duitse universiteiten.
- Wilhelm Tomaschek (1841–1901), geograaf en oriëntalist aan Oostenrijkse universiteiten.
- Otto Primavesi (1868–1926), Bankier, industrieel en mecenas. Richtte de Wiener Werkstätte voor de productie van kunsthandwerk op met filialen in o.a. Berlijn, Zürich en New York.
- Leo Fall (1873–1925), Oostenrijks kapelmeester componist van operettemuziek.
- Zdeněk Fierlinger (1891–1976), sociaaldemocratisch politicus, lid van de exilregering in Londen tijdens de oorlog, communistisch minister-president na de oorlog.
- Franz Karmasin (1901–1970), politiek leider van de Partij van de Duitse minderheid (Karpatenduitsers) in Slowakije, werd na de afscheiding van Slowakije in 1939 lid van de regering van Hlinka. Trad toe tot de SS. Vluchtte in 1945 naar Duitsland en werd in Praag bij verstek ter dood veroordeeld.
- Edgar G. Ulmer (1904–1972), ging in 1926 naar Amerika en werd filmdecorbouwer en –regisseur.
- Gottfried Eduard Arnold (1914–1989), ontwikkelde in Amerika de ‘phonosurgery’ voor ziekten aan spraakvermogen en stembanden.
- Jiří Pelikán (1923–1999), vluchtte in 1968 en werd Italiaans lid voor het Europarlement. In 1989 raadsman van president Václav Havel.
- Karel Brückner (13 november 1939), voetballer en voetbaltrainer (bondscoach Tsjechisch voetbalelftal en Oostenrijks voetbalelftal).
- Franz Josef Wagner (7 augustus 1943), Duits journalist en columnist
- Pavel Dostál (1943–2005), speelde een rol in de Praagse lente en bleef daarna onder politie toezicht totdat hij na 1989 tot minister voor cultuur werd benoemd
- Pavel Schnabel (* 1946), filmregisseur, vluchtte in 1969 naar Duitsland.
- Rudolf Strnisko (10 juni 1881) bierbrouwer en ingenieur.
- Jiří Paroubek (21 augustus 1952), sociaaldemocratisch politicus, minister en 2005-2006 minister-president.
- Marek Heinz (4 augustus 1977), voetballer.
- Tomáš Kalas (15 mei 1993), voetballer.
- Lerika (7 april 1999), Moldavisch zangeres.
- Karolína Muchová (21 augustus 1996), tennisster.
- David Zima (8 november 2000), voetballer

## Cultuur

### Historische bezienswaardigheden
Het centrum van de stad is een beschermd stadsgezicht, de op één na grootste van Tsjechië. Net als Praag beschikt Olomouc over een astronomisch uurwerk. Dat is in de 15e eeuw gebouwd, en later verschillende keren aangepast en verbouwd, voor het laatst vlak na de Tweede Wereldoorlog in socialistisch realistische stijl.
In de 16e eeuw werden vele paleizen van 'nieuwe rijken' gebouwd in renaissancestijl. In de 18e eeuw werden er zes barokke fonteinen gebouwd, waarvan er vijf Romeinse goden uitbeelden (Jupiter, Neptunus, Hercules, Triton en Mercurius), en de zesde Julius Caesar. Tevens werden een aantal zuilen opgericht, waaronder twee pestzuilen, die de herinnering aan de slachtoffers van de pest levendig moesten houden.
Plannen voor een zevende fontein, de Arionfontein, konden pas in 2002 gerealiseerd worden.

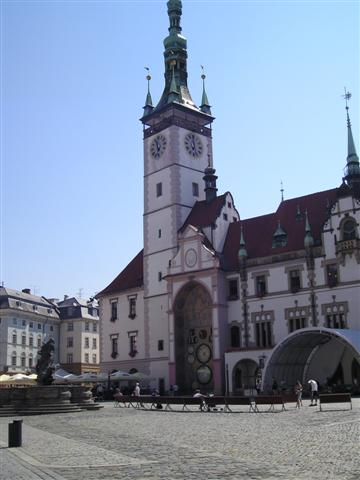
Olomouc, centrum, het astronomisch uurwerk

De barokke Zuil van de Heilige Drie-eenheid is sinds 2000 opgenomen op de Werelderfgoedlijst van de UNESCO.
Na Praag en Brno bevinden zich in de stad de meeste (6) nationale culturele monumenten (narodní kulturní památka) van Tsjechië:
- de Burcht van Olomouc met de Sint-Wenceslauskathedraal, Kapitulní děkanství, Zdíkův palác, Sint-Annakerk, en de Sint-Barbarakapel (sinds 1962),
- het Hradiskoklooster (sinds 1995),
- de Sint-Mauritiuskerk (sinds 1995),
- de zes barokke fonteinen en zuilen: Herculesfontein, Jupiterfontein, Neptunusfontein, Tritonenfontein, Mercuriusfontein, Julius Caesarfontein, de Zuil van de heilige Drie-eenheid en de Mariazuil (sinds 1995),
- Villa Primavesi (sinds 2010),
- Areaal Svatý Kopeček bij Olomouc met de Maria Visitatiekerk (sinds 2018).

Andere bezienswaardigheden zijn onder andere:
- het raadhuis met het astronomisch uurwerk van Olomouc,
- de Theresiapoort.

### Musea
- Muzeum ČD v Olomouci
- Muzeum Lagerfort XIII
- Muzeum Matice svatokopecké
- Muzeum Olomoucké pevnosti
- Muzeum papírových modelů – sinds 2019
- Muzeum umění Olomouc met de vestigingen in Olomouc:
  - Muzeum moderního umění
  - Arcidiecézní muzeum Olomouc – sinds 2006
- Pevnost poznání – sinds 2015
- Veteran Arena Olomouc
- Vlastivědné muzeum v Olomouci

Naast deze musea was ook het Letecké muzeum Koněšín, onder de naam Letecké muzeum Olomouc, tussen 2009 en 2016 in Olomouc gevestigd. Verder zijn er plannen om een nieuw museum in Olomouc te bouwen dat de naam Středoevropský fórum Olomouc zal dragen.

### Theaters
- Divadlo hudby
- Divadlo Konvikt
- Divadlo na cucky
- Divadlo Tramtarie
- Moravská filharmonie
- Moravské divadlo Olomouc
- Nabalkoně
- Slovanský tyátr

### Sport
SK Sigma Olomouc komt uit in de 1. česká fotbalová liga, het hoogste niveau van het Tsjechisch voetbal. Sigma speelt haar wedstrijden in het Andrův stadion. 1. HFK Olomouc, de tweede voetbalvereniging in Olomouc, komt uit in de MSFL, het derde niveau van het Tsjechisch voetbal. Verder maakt soms ook het Tsjechisch voetbalelftal gebruik van het Andrův stadion.
Daarnaast is Olomouc ook in het ijshockey vertegenwoordigd op het hoogste niveau in de Extraliga. De club speelt sinds het seizoen 2014/15 weer in deze competitie, na lange tijd afwezig te zijn geweest. In het seizoen 1993/94 werd HC Olomouc de eerste kampioen van Tsjechië. HC Olomouc werkt haar thuiswedstrijden af in het Zimní stadion Olomouc.
Ieder jaar wordt in Olomouc sinds 2010 de Olomoucký půlmaraton, de halve marathon van Olomouc, gelopen. Dit is de grootste halve marathon van Moravië.

### Culturele acties
Sinds 1966 vindt in Olomouc het filmfestival Academia film Olomouc plaats. Op het festival worden populair-wetenschappelijke documentaires getoond, waaronder sinds 1992 ook internationale documentaires. In 2015 gaven Richard Dawkins en Lawrence Krauss lezingen. Krauss werd in 2014 onderscheiden met de AFO Award. Het festival wordt georganiseerd door de Palacký-Universiteit.
In 1967 vond er in de stad voor het eerst Flora Olomouc plaats. Flora Olomouc is een internationale tuintentoonstelling die drie keer per jaar gehouden wordt, in de lente, op het einde van de zomer en in de herfst.
Onder de naam Colores Flamenco vindt er sinds 2009 jaarlijks een Spaans flamenco festival plaats. Belangrijke flamenco artiesten hebben er opgetreden: in 2013 Paco de Lucia, in 2014 Dansgroep Savia Nueva met de flamenco dansers Iván Vargas, Karime Amaya en Alba Heredia. Belangrijke optredens in 2015 waren van Carlos Piñana, gitaar en Maise Márquez, dans. In de Mozartzaal van het Aartsbisschoppelijk Museum trad flamenco pianiste Ariadna Castellanos Rivas op met slagwerker Eduardo Ostos.
De Gay Pride Parade in Olomouc, rainbowpride, werd voor het eerst georganiseerd in 2015.

### Eten en drinken
Verbonden aan de stad zijn de Olomoucké tvarůžky (Duits: Olmützer Quargeln). Tvarůžky zijn kazen die traditioneel in de omgeving van Olomouc werden gemaakt en op de markten in Olomouc verhandeld.

## Onderwijs
In Olomouc bevindt zich de Palacký-Universiteit met meer dan 20.000 studenten. De universiteit bestaat uit acht faculteiten en een academisch ziekenhuis. Oorspronkelijk werd zij in 1573 als Jezuïetencollege gesticht en is daarmee de op een na oudste universiteit in Tsjechië en de oudste van Moravië.
Naast de Palacký-Universiteit kent de stad ook de kleinere private universiteit Moravská vysoká škola Olomouc en heeft de militaire universiteit Univerzita obrany een centrum voor talenonderwijs in Olomouc.

## Verkeer en vervoer

### Stadsvervoer

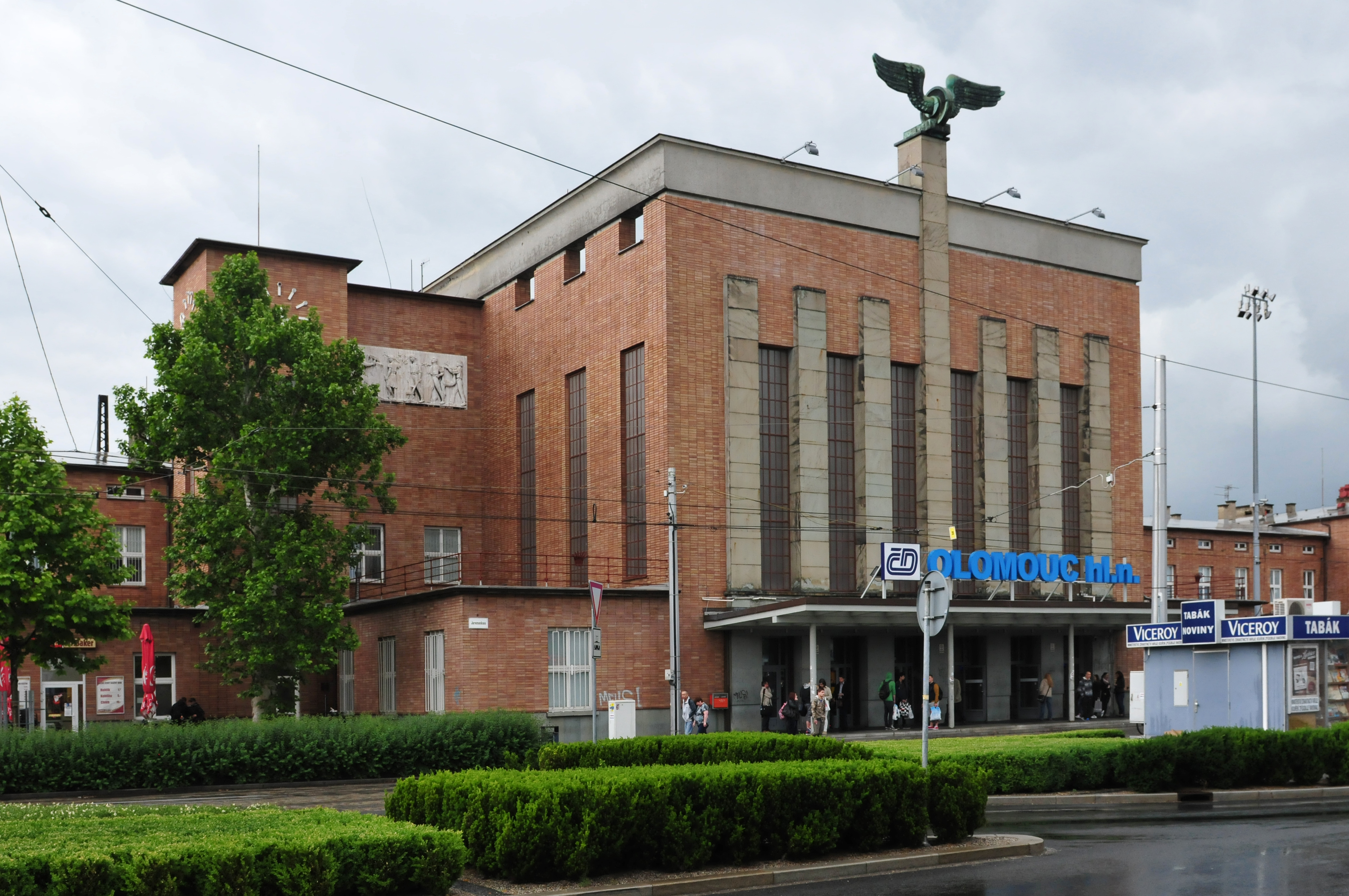
Het station Olomouc hlavní nádraží

Olomouc heeft een uitgebreid netwerk van openbaar vervoer. Het stadsvervoer bestaat uit een combinatie van tram, trein en bus. De tram van Olomouc bestaat uit zeven lijnen die een over een netwerk van 16,2 kilometer rijden en 36 halten. Alle lijnen doen het station Olomouc hlavní nádraží (Olomouc hoofdstation) aan. Het tramnetwerk wordt aangevuld door bussen. Het openbaar vervoer wordt geëxploiteerd door het bedrijf Dopravní podnik města Olomouce, a. s. (Openbaarvervoerbedrijf van de stad Olomouc, N.V.).

### Trein
Olomouc vormt een knooppunt in het Tsjechische spoorwegnet, met lijnen in zes richtingen. Het belangrijkste station van Olomouc is Olomouc hlavní nádraží. Dit hoofdstation wordt aangedaan door zowel České dráhy (de Tsjechische spoorwegen) als LEO Express en RegioJet. Op Olomouc hlavní nádraží stoppen internationale treinen van en naar Slowakije en Polen. De andere stations in de stad zijn Olomouc-Řepčín, Olomouc-Hejčín, Olomouc město, Olomouc-Nová Ulice, Olomouc-Smetanovy sady en Olomouc-Nové Sady. Daarnaast bevindt zich in de gemeente Olomouc nog het station Nemilany.

### Vliegveld
Ten westen van Olomouc ligt vliegveld Olomouc. Het vliegveld is geopend in 1918 en wordt gebruikt voor binnenlandse burgerluchtvaart.

## Partnersteden
- Antony (Frankrijk)
- Luzern (Zwitserland)
- Nördlingen (Duitsland)
- Pécs (Hongarije)
- Owensboro (Verenigde Staten)
- Subotica (Servië)
- Tampere (Finland)
- Veenendaal (Nederland)

## Trivia
- Een planetoïde met nummer 30.564 in de band tussen Mars en Jupiter is vernoemd naar de stad Olomouc.
- De stad Olomouc wordt genoemd in het lied Disappear van de Amerikaanse band R.E.M. op hun album Reveal.[8]